# 轟轟戦隊ボウケンジャーの登場人物
轟轟戦隊ボウケンジャーの登場人物（ゴーゴーせんたいボウケンジャーのとうじょうじんぶつ）では、特撮テレビドラマシリーズ『轟轟戦隊ボウケンジャー』に登場する架空のキャラクターとその所属組織などについて記述する。
劇場版の登場人物に関しては『轟轟戦隊ボウケンジャー THE MOVIE 最強のプレシャス』を、Vシネマの登場人物に関しては『轟轟戦隊ボウケンジャーVSスーパー戦隊』と『獣拳戦隊ゲキレンジャーVSボウケンジャー』をそれぞれ参照。

## サージェス財団

### 轟轟戦隊ボウケンジャー
最前線でのプレシャスの保護・管理するためにサージェス財団本部が組織したスペシャルチーム。シンボルマークは楕円の中に針が斜めに向いた方位磁針を模したもの。
その基本任務はプレシャスの回収だが、プレシャスが暴走して周囲に危害が及ぶ恐れがある場合などにはその破壊も任務に含まれる。平時メンバーは、表向きはサージェスミュージアムの学芸員として働いていることになっているが、劇中ではそのようなシーンはほぼ見られず、基地のサロンで待機していることが多い。また、任務がない時は休日を取ることもできるが、全員が同時に休日は取れず、交替で休日を取っている。
また、任務中はコードネームを使用するとの基本規則があり、変身前でも任務中であればコードネームで呼び合うことになっている。ただし、真墨や映士などそれに従わないメンバーもおり、任務中か否かにかかわらず明石は蒼太・菜月・さくらからは「チーフ」と呼ばれる。
名乗りの口上は「果て無き冒険魂（）！轟轟戦隊ボウケンジャー！」。
- メインライターの會川昇は、当初東映プロデューサーの日笠淳は5人戦隊ではなく対立する3人組と2人組という構図を検討していたが、団結するまでに時間がかかるなどの理由から、最終的に戦隊内でベテラン3人と新人2人がいるという構図になったと述べている[3]。

明石 暁（）
演 - 高橋光臣
ボウケンジャーのチーフ。24歳。血液型A型。身長175センチメートル。
真墨や映士には「明石」、他の仲間には「チーフ」と呼ばれる。ミッション開始時に指を鳴らして「アタック」、メンバーが手柄を立てた時は「グッジョブ」と言う癖がある。
ボウケンジャーになる前は不滅の牙と呼ばれるほどの凄腕のトレジャーハンターでありその世界では伝説となっている。伊能真墨は彼を越えるためにボウケンジャーに入る。
冒険が大好きで 冒険を愛する心を大切にしていて、ことある毎に「冒険（「ちょっとした冒険だな」）」という言葉を口にする。情熱的探究心を持ち、真墨曰く、「ただの冒険バカ」。冒険小説を読むのが趣味。冒険者としての自分に自信があり、それだけに冒険学校の試験に落ちたときはひどく落ち込んでいる。
常に冷静沈着ではあるが、未知の冒険に目を輝かせたり、ツクモガミに金魚にされた際には「なぜこの俺が金魚なんだ?」とぼやいたり、劇場版での父親の登場時には普段見ないような意地を張るなど、どこか子供っぽい一面もある。
元冒険者リュウオーンに自分の闇をみており、いずれ自分もあのようになるのかと不安に思っている。「誰にでも自分だけのプレシャスがある」という信念を持っている。
かつてハンター仲間の柾木紫郎とキョウコを失った経験から仲間を人一倍大切にしており、時には熱く仲間を叱咤激励するのもその表れである。仲間を失うことを恐れておりそのためには命令違反をしたり自分の身を犠牲にしようとすることもある。大きなピンチにも動じず冷静に対処する大人の落ち着きを見せチーフとしてチームをまとめている。チームの編成や作戦を決定する絶対的指揮権を持つリーダーであり、仲間も明石を信頼していて明石の命令に従っている。知力や体力、判断力に優れ、戦闘能力も高く最後のトドメをさすことが多い。
その反面子供に甘かったり、真墨たちにいじられて怒鳴ったりお笑いキャラ的な役割も担っている。また、冒険時は鋭敏な感覚だが、さくらが自分に恋心を抱いていることに全く気付かないという鈍感な面もある。
Last Task（最終回）で正式にチーフの座を真墨に譲り、宇宙用に改修したゴーゴーボイジャーでさくらとともに宇宙へプレシャス探索に旅立つ。
Vシネマ『獣拳戦隊ゲキレンジャーVSボウケンジャー』では、さくらから「暁さん」と呼ばれるようになっている。エンディング映像では漢堂ジャン（ゲキレッド）と意気投合していた。
2011年公開の劇場作品『ゴーカイジャー ゴセイジャー スーパー戦隊199ヒーロー大決戦』および『海賊戦隊ゴーカイジャー』本編第21話にもゲスト出演。
- 名前の由来は、陸軍軍人明石元二郎と赤を連想させる暁。
- 明石のキャラクター像は、『百獣戦隊ガオレンジャー』以降続いた勢いのあるレッド像ではなく、それ以前の頼りがいのあるレッド像として創作された。日笠は、勢いのあるレッド像の方が視聴者に受け入れられやすいと考えられていたため企画段階では反対意見が強かったが、従来のレッド像もなくしてはいけないとの考えから隊長としてのレッド像を主張したことを述べている。會川も「頼れるレッド」をやっておかなければ忘れられてしまうとの考えであったことを述べている。

ボウケンレッド
声 - 高橋光臣、スーツアクター - 福沢博文
明石暁が変身する戦士。名乗り口上は「熱き冒険者」。
身体能力・判断力・戦闘技術のいずれも秀でバランスのとれた万能戦士である。
風水羅盤・竜眼の影響で当てにしてこなかった占いが次々と当たったことで盲目的に信じて、風水にまつわるアイテムを身に着けてボウケンレッド開運フォームに変身するなど思い込みが激しいところがある。

伊能 真墨（）
演 - 齋藤ヤスカ（少年時代 - 加藤将太）、
21歳。血液型B型。身長173センチメートル。
少年時代からトレジャーハンターとして活動しており、若くして伝説のトレジャーハンターとなった明石に対してライバル心を燃やしている。ボウケンジャーへの加入も明石と勝負するためで、当初は勝負に勝った後は抜けるつもりだったが、明石の言葉を受けボウケンジャーに残る。
アウトロー気質で、「任務中はコードネームで呼び合う」というルールに従わなかったりと他のメンバーとやや距離を置くことが多いが、オカルトやグリーンピースが苦手という幼い面や正義感が強い一面もある。アクセルラーを手荒く扱っており、よく牧野に修理を頼んでいる。明石をライバル視する一方で、他のメンバーが明石の言動に疑問を抱いた際には逆に擁護するなど、根底では明石を信頼している。同時に、菜月のみがボウケンジャー加入以前からの仲間だったことや出会いの経緯から、菜月のことを気に掛けている。高丘映士がボウケンシルバーとして加入した時は、自分を「俺様」と呼ぶなどやや尊大で傲岸不遜な印象や態度が気に入らず衝突することもあったが、次第に仲良くなる。闇のヤイバには少年時代にハンター仲間を全滅させられた因縁があり、その際、仲間たちを盾にして自分の身を守ったことから、ヤイバに自身の心の闇を見透かされる。ヤイバを撃破した後も、自身の心の闇を否定できず、一時はサージェスから姿を消す。
しかし、最終決戦で仲間のもとへ駆け付け、「仲間の存在が自分を照らす光」ということを知り、ボウケンジャーに復帰する。その後、宇宙に旅立つ明石からチーフの座を譲り受ける。
『獣拳戦隊ゲキレンジャーVSボウケンジャー』では髪を伸ばしており、新たなチーフとしてチームを引っ張っている。
- 名前の由来は、江戸時代の測量家伊能忠敬と黒を連想させる墨。

ボウケンブラック
声 - 齋藤ヤスカ、スーツアクター - 今井靖彦、高岩成二
伊能真墨が変身する戦士。名乗り口上は「迅き冒険者」。
素早さが自慢だが、ラジアルハンマーを武器にするパワー戦にも対応。

最上 蒼太（）
演 - 三上真史
23歳。血液型A型。身長177センチメートル。
さくらからは「蒼太くん」、菜月からは「蒼太さん」、他の仲間からは「蒼太」と呼ばれる。指をたてて話す癖がある。
元はフリーの国際的スパイで、当時は命懸けの危険を冒すスリルを味わうために何の罪悪感も持たずに幾つもの企業や国家を崩壊させている。しかし、ある事件をきっかけに自身が知らぬ間に多くの人々を傷つけていたことや、自分が酔いしれていたスリルには何の価値もないことに気付き、大きなトラウマとなったことで廃業し、前に進むためサージェスに身を投じボウケンジャーとなる。
趣味はギター演奏。ギターや自分用のパソコンをサロンに持ち込んでいる。なんでもこなす器用な人間で優しく明るい性格。全方位の女性に優しいフェミニストだが、尋常ではない上に敵味方問わずであるため、プレシャスを簡単に奪われたりするなどピンチを招くことが多い。女性のことはちゃんづけ（菜月ちゃん、シズカちゃんなど）で呼ぶことが多い。よくデートもしている。いい加減なところがあり、気さくなムードメーカーに徹しているが、元スパイならではの常人離れした強い精神力を持つ。スパイ時代のノウハウを生かした情報収集・分析能力はプレシャス探索に大きく貢献する一方で、仲間の情報も抜け目なく収集せずにいられない悪い癖を持つが、克服する。自分が助けた三毛猫が変身した少女未夢（）に助けられたことがきっかけで、猫に戻った未夢と暮らすことになる。
『轟轟戦隊ボウケンジャー』本編では茶髪だったが、『獣拳戦隊ゲキレンジャーVSボウケンジャー』では黒髪に変わっている。
- 名前の由来は、江戸幕府の普請役最上徳内と青の別字である蒼。

ボウケンブルー
声 - 三上真史、スーツアクター - 竹内康博
最上蒼太が変身する戦士。名乗り口上は「高き冒険者」。
アクロバット戦法が得意で、メンバーで最も跳躍力に優れ、ブロウナックルの飛行能力を用いた空中戦を得意とする。また、相手の弱点を分析し効果的な攻撃を行う。

間宮 菜月（）
演 - 中村知世
推定19歳程度。血液型は調査中。身長162センチメートル。
一人称は「菜月」。髪型はツインテールが特徴的である。
2年前にある遺跡で気を失っていたところを真墨に助けられて以降、彼とともに行動していた。真墨と出会う以前の記憶がなく、唯一の手がかりである腕輪を調べ、過去を取り戻すためにボウケンジャーに加入する。
過去を知らない不安を抱えているが、心は純粋な少女のまま身体だけ大きくなったが如く、普段は明るく天真爛漫な性格でそのことを感じさせず、むしろ自分そっちのけで仲間を励ます優しさを持つ。一般常識に疎く、冒険者としての基本である地図を見て目的地を目指すことも苦手であり、真墨からも「一人じゃ電車にも乗れない」と評されている。お人好しで、ドジを踏むことも多いトラブルメーカーだが、それがプレシャスの手掛りに繋がることも。レッドをチーフと呼ぶものの、「ミッション中はコードネーム」というルールをあまり守っていないためさくらによく注意されるが、他のメンバーがそのルールを忘れるとさくらの真似をしてツッコミを入れる調子のいい一面もある。外見とは裏腹にメンバーで1番の怪力・強靭な体力や一種の予知能力をも持つなど、謎めいた面も持つ。一人でアルティメットダイボウケンを操縦し、攻撃で他のメンバーを巻き込んだことがある。
実は約10万年前に滅んだレムリア人の生き残りである王女で、本名はリリーナ。文明の崩壊を予期した両親により出生直後から長い眠りにつかされていたため、元から記憶が存在しない。また、身体年齢が19歳なのはレムリアの太陽の力により眠りの間は5000年で1歳しか歳をとらないよう成長を抑制されたことに起因する。前述の力もレムリア文明の王女としての力である。
- 名前の由来は、江戸時代後期の探検家間宮林蔵と黄色を連想させる菜の花と月。当初はボク少女になる予定だった。

ボウケンイエロー
声 - 中村知世、スーツアクター - 蜂須賀祐一
間宮菜月が変身する戦士。名乗り口上は「強き冒険者」。
技術面では素人だが、高い潜在能力を秘めており、激しい怒りや仲間のピンチに際して驚異的なパワーを発揮する。

西堀 さくら（）
演 - 末永遥
ボウケンジャーのサブチーフ。22歳。血液型A型。身長162センチメートル。真墨と映士からは「さくら姐さん」と呼ばれている。
世界有数の資産家である西堀財閥の令嬢だが、やりたいことを見つけるために陸上自衛隊に入隊し、特殊部隊を経て射撃のオリンピック候補にまで登り詰める。その後、明石にスカウトされてボウケンジャーに加入する。
頭の回転が速く、優れた洞察力と聡明さで、主に分析や作戦を担当し、緊急時の冷静で的確な判断力は自分を凌ぐと明石からも評されるが、やや生真面目すぎる面もある。そのため仲間にも丁寧語で話したりしていたが、後に菜月や真墨を呼び捨てで呼ぶようになり、自然に笑えるようになる。明石不在時には代わりに指揮を執るが、その真面目さゆえ全責任は自らにあると思いつめる。その判断力や真面目さは指揮する側に立つよりも、指示を受け自らの持つ技能全てをもって任務を遂行する側にまわる際に真価を発揮すると、さくら自身自覚している。
自分に的確な指示を与えてくれる明石には信頼と深い尊敬の念を持ち、常にチーフとして自分に命令して欲しいと願っているが、それ以上に恋愛感情に近いものを匂わせる描写もある。さくら本人にもその自覚はあるようだが、真面目な性格ゆえかそれを表に出さずに抑え込もうと努めており、それに気付いている他のメンバーからネタにされイジられることも多く、普段は冷静なさくらもこれにはタジタジになってしまう。それゆえか強い結婚願望も秘めており、敵から「それではお嫁に行けない」と言われた時は相当カチンときている。甘いものが好きで虫が苦手。
Last Task（最終回）で蒼太と牧野の計らいでダイボイジャーに密かに乗艦、明石とともに宇宙に旅立つ。
『獣拳戦隊ゲキレンジャーVSボウケンジャー』では明石を「暁さん」と呼んでおり、言葉遣いも変化していた。
- 名前の由来は、登山家西堀栄三郎とピンクを連想させる桜。

ボウケンピンク
声 - 末永遥、スーツアクター - 中川素州、小野友紀、三住敦洋
西堀さくらが変身する戦士。名乗り口上は「深き冒険者」。
射撃を得意としており、オリンピック候補であった腕前で正確に撃ち抜く。また、剣術や格闘技などの対人戦闘にも優れており、パワーでは他のメンバーに劣るが華麗で実戦的な戦闘テクニックを披露する。水中や海中での戦いが得意。

高丘 映士（）
演 - 出合正幸
Task.17より登場。
24歳。血液型は不明。身長175センチメートル。
本来は先祖代々アシュを監視・殲滅してきた高丘流の一族の末裔であるが、クエスターが出現した際にプレシャスの力を災害救助などに利用するサージェスレスキュー計画の一環として開発された装備を明石から託され、6人目の仲間となる。さくらからは「高丘さん」、菜月からは「映ちゃん」、他の仲間からは「映士」と呼ばれている。アシュたちからは「高丘の（跡取り）」と呼ばれる。ボウケンジャーとなってからも、5人とは別行動をとることが多い。始めはボウケンジャーになることを拒んだりボウケンジャーになったあともアシュにこだわったりしていたが明石の言葉や蒼太の行動を見てだんだんと過去にこだわらなくなっていく。
アシュに対抗する高丘流の様々な技を会得しており、対アシュ用の錫杖を武器にアシュと生身で互角に渡り合うほどの実力を持つ。戦闘能力は非常に高く仲間を助けることも多い。実は人間である父・漢人とアシュである母・ケイの間に生まれた混血児で、両親が危惧したようにアシュの血が目覚めて自我を失い暴れたことがある。錫杖は父の形見でアシュ化を防ぐ効果も持つが、クエスターに破壊されて以降は自らの意志でアシュ化を防いでいる。髪の毛の一部が白いのは、少年時代に1度アシュ化した際に髪の毛全体が白髪化したのが人間に戻った際に一部だけ白いまま残ったため。他の部分が茶髪なのは、1度白くなり黒に戻りきらなかったためとされる。
「俺様」という一人称などやや尊大で傲岸不遜な印象を与えるが、一方でアシュの血を引いていることに悩みを抱える繊細な面や、クエスターを倒した際に彼らの墓を作り埋葬する義理堅い面も見せる。また、その出自ゆえかアクタガミやズバーンなど人間と異なる存在とも、敵対視さえしなければ分け隔てなく接する。セロリや大根などを携帯し生でかじるほど生野菜が好物で、仲良くなった者にはお近付きの印としてプレゼントする。頭脳労働やデスクワークは苦手で、他のメンバーがプレシャスの調査をするため文献に目を通している時も1人だけ居眠りしたり、さくらから報告書作りを頼まれてもチマチマしたことは自分には似合わないと拒否したことがある。はっきりしたことを言わないことを嫌い、ずばずばものを言う。
- 名前の由来は、平安の皇族高丘親王と銀の元素記号であるAg。
- 錫杖は向かい合った「6」になっており、掛かっている輪っかも6つになっている芯はボウケンシルバーの頭部のアンテナになっている。

技
- アシュ魂滅：アシュの魂を消滅させる。錫杖がない場合は、地面に記号を書いて念じることで発動する。作中で完全な効果があったのはヒョウガのみ。
- 邪気貫通：結界内に侵入する。ただし、かなりのパワーを消費する上、結構なダメージを負うため、容易に使用できない。

ボウケンシルバー
声 - 出合正幸、スーツアクター - 日下秀昭
Task.19より登場。高丘映士が変身する戦士。名乗り口上は「眩き冒険者」。
ネオ・パラレルエンジンにより強力な攻撃力・防御力を発揮するが、変身者への負担も大きい。

### ボウケンジャーの関係者
牧野 森男（）
演 - 斉木しげる
ボウケンジャーのメカニックおよびプレシャスの分析を担当する技術者。サロンの下階に専用工房を構えていて、普段はボウケンジャーの装備品やゴーゴービークルの開発・整備を行うが、ボウケンジャーの作戦に参加することもある。飄々としてとぼけた雰囲気の持ち主で、常にメンバーのことを優しく見守るが、「おっさん」呼ばわりされることには不快感を示し、終いには菜月に「おじいちゃん」と呼ばれた。夢はアトランティス文明の実在を証明すること。かつては名のある冒険者だったらしく、明石からは「牧野先生」と呼ばれるなど常に敬意を表されている。変装の達人で、容姿や声色を真似ることは完璧であるが、しぐさなどにぎこちなさが残る。
『獣拳戦隊ゲキレンジャーVSボウケンジャー』では恐竜やの常連だったような描写が見られ、そこで真咲美希と知り合ったとされる。
- キャストクレジットは原則最後（スーツアクターを除く）だが、劇場版のみ例外。

ミスター・ボイス
声 - 田中信夫
ボウケンジャーとサージェス本部（上層部）とを繋ぐ統括責任者。さくらの表現を借りれば「サージェス本部の意思」である。ボウケンジャーに任務や指令を伝えるが、現れるのは加工された声とモニターに映るCGキャラクターのみ。
ボウケンジャーを変身後のスーツの色と「君」「ちゃん」の組み合わせで呼んだり、自らのことを「ボイス」と呼んだりと剽軽で子供っぽい物言いをするが、時に非情な命令を下すこともある。そのため、ボウケンジャーからはしばしば反感を買い、仲間を大事にする明石と論争に発展したことや、牧野からは正しすぎることがいけないのではないかと指摘されたこともある。Last Taskでその正体が明かされる。
レオナ
演 - 菅野莉央
ボウケンジャーを離れた真墨の前に現れた少女。上記の通り、ボイスの正体であることがLast Taskで明かされた。登場当初は普通の少女らしい口調だったが、徐々にボイスと同じ口調に変化していく。
パラレルエンジンの生みの親であるレオン・ジョルダーナが10度目の転生を果たした姿であり、20世紀に先々代が接触して以来サージェスに助力していた。これらの経緯や本名については本編では明かされておらず、超全集下巻にて初めて明らかにされたものである。

大剣人ズバーン（）
声 - 堀秀行、スーツアクター - 清家利一
Task.29より登場。レムリアのプレシャスである黄金の剣が等身大の人型生命体に変身した姿で、変形後の喋りからズバーンと呼ばれる。明石を主と選び、彼になついてサージェスまで同行し、ボウケンジャーの仲間となる。
「ズバーン」の他にも「ズン!ズン!」「バーンバンバン!」「ズバズバ」など、独自の言語の喋り方しかできず、人間の言葉は話せないが、人の笑顔や思いやりを感じると元気になり、喧嘩したり泣いたりしていると機嫌が悪くなるなど感情表現は豊か。
人間の前向きな感情が力の源で、険悪な雰囲気のところでは力を発揮できなくなる。魂の正しいものを主に選び、レムリアの姫である菜月には無条件で従うようになっているが、菜月本人が望まないので仲間同士の間柄となっている。
格闘では聖剣モード時に刀身部位になる足技がメインで、自分の意思で巨大化も可能。聖剣モードに変身してボウケンジャーの、巨大化時はダイボウケンなどの武器となることもある。Task.30ではメンバーに交じって名乗りにも参加している。
『スーパー戦隊199ヒーロー大決戦』にも登場。声は関智一が担当した。
技
- 必殺ズバズバンキック：本編では未呼称。ジャンプして「ズバズバズバズバズバーン!」の叫びと共に両足で連続蹴りを繰り出す。

## ネガティブシンジケート

### ゴードム文明
ゴードムの心臓という海水エネルギーシステムのプレシャスの力で海を支配していた世界征服を企む超古代科学文明で、何らかの理由により封印状態にあるのをボウケンジャーがゴードムの心臓を発掘したことで現代に甦る。海をも操る科学力を持つ。他ネガティブとの技術提供などの合従連衡を積極的に行っており、戦闘員であるカースを貸し出すなど自ら行動するより暗躍することが多い。組織のシンボルカラーは白で、幹部クラスは顔出し幹部のガジャのみ。終盤におけるガジャの説明と独白により、宇宙から飛来した破壊神ゴードムを信仰し生まれた文明であることや、4万年前に冒険者たちとの戦いの末に封印されたことが語られる。
- ゴードム関連のメインモチーフは『秘密戦隊ゴレンジャー』のメカ[28]。その他、『オーレンジャー』や『マジレンジャー』など特殊な力を使う戦隊のロボが多くみられる。

大神官ガジャ
演 - 大高洋夫
ゴードム文明の指導者。常に擦れ声で話す。4万年間ミイラ状態で神殿の奥にある石棺で眠っていたが、ゴードムの心臓が奪われたことにより封印が解除され復活する。
強大な魔力を有し、腕を伸ばしたり剣状の武器を使って戦うほか、不気味な呪文を唱えて石くれからカースを生みだしたり、敵を石で拘束したり、人間を催眠術で操ったりと様々な呪術を使うことができる。また、1度目にした物の内容を忘れることのない驚異的な記憶力を持つ。
カースとはテレパシーで意思疎通ができ、遠隔で命令を出せるほか、倒されるとそれを感知することができる。
1度リュウオーンに殺されかけたためか彼を恐れているようだが、彼を小馬鹿にしたような発言を口にすることもある。表立って活動することは少なく、争奪戦の果てにボウケンジャーに危険なプレシャスを渡すなど、トラブルメーカー兼狂言回し的な印象が強い。また、ボウケンジャーを「カラフルな奴ら」と呼ぶなどコミカルな一面も時折見せる。
当初はダイボウケンを奪った際に「イマドキの機械」について知識がないことを開き直ったり、レオン・ジョルダーナの画帳を理解できなかったりと、4万年間の技術進歩について理解が追い付かなかったが、高い記憶力もあり、後に1度目にした画帳の内容を元にアンチ・パラレルエンジンであるゴードムエンジンを開発。アシュのガイとレイに埋め込みクエスターとして蘇生させたり、生み出した幻獣をゴードムエンジンで制御できるように改造するなどその弱点を克服する。しかしその反面、クエスターを創造したものの、制御下に置くことを忘れたために反逆されるなど、戦略面にかけては心もとないところも目立つ。
終盤、争いを続けるなか、人類の生み出したプレシャスを利用することに限界を感じたガジャはプレシャスを取り込んで自らの糧として自身がゴードムの神へと近づくことを決意。ゴードムエンジンを自らの体に3つ埋め込み、さらにゴードムの心臓を始めとするプレシャスを次々と吸収してガジャドムに変貌を遂げる。
サージェス本部を壊滅にまで追い込むが、ボウケンジャーらに阻まれて敗れ、神殿ごと再び長い眠りに就く。 
- モチーフは『秘密戦隊ゴレンジャー』のバリキキューン。当初のデザインでは頭のシルエットが丸い玉が頭の上に乗っているバリキキューンを模したものとなっていたが、シリアスな演技には向かないことからシンプルにとんがり頭に変更したため、左手の爪のみ要素が残っている。衣装は東洋の神官をイメージしている。

ガジャドム
Last Taskに登場。
3つのゴードムエンジンとゴードムの心臓でガジャが変貌した姿。呪術や超回復力など強力な能力を持つ。
ゴードムの遺跡でボウケンジャーを追い詰めるが、ブラックのサバイバスターで逆転され、ボウケンジャー全員の力を込めたレッドゾーンクラッシュを食らい倒れる。
巨大化後もダイボウケンを圧倒するが、全ゴーゴービークルの攻撃に敗れ、ガジャの姿に戻る。
- モチーフは『超力戦隊オーレンジャー』のオーブロッカー。シンボルカラーが白であることから発想して骨をイメージしたデザインとなっている。あえてガジャのシルエットを変えず、ゴードムの脳髄などと同様のディテールにしている。

カース
ゴードム文明の燭台のような顔を持つ戦闘員。武器は小型の鎌。ガジャの魔力を受けて石片から作られるため非常に頑丈で、半端な攻撃ではすぐ再生する。しかし、致命傷を受けると変色と同時に全身に亀裂が走り、跡形もなく砕け散る。
ガジャの魔力と石があれば無限に生産できるため、ジャリュウ一族やダークシャドウに貸し出されることもある。
『海賊戦隊ゴーカイジャー THE MOVIE 空飛ぶ幽霊船』にも登場。
- 当初のデザインは『ゴレンジャー』のアカレンジャーのようなゴーグルをつけた顔であったが、アカレンジャーに似すぎているとの指摘から変更された。歴代戦隊モチーフについてはあまり強調されていない。当初のイメージは、短い蝋燭が口の中にあり、それに火が灯っている間のみ動き回る石像だった。

巨神
ゴードム文明の技術により製作された巨大兵器の総称。劇中で登場したのは、2体のみ。
この他、レムリア文明の幻獣やそれにゴードムエンジンを埋め込み改造した改造幻獣、パンドラの函を利用して生み出した怪物デスペラートなど、ゴードムエンジンやプレシャスを用いて生み出した怪物を使役する。

### ジャリュウ一族
恐竜や伝説上の動物の人工生命を使いプレシャスを強奪する集団で、約200年前に誕生した。恐竜遺伝子と掛け合わされ肉体を強化した自分たちこそ世界を支配するに相応しいと考えており、力押しの戦法を好む。組織のシンボルカラーは赤。ラギのように人間を改造しジャリュウにするなど、太古レムリア文明の幻獣の製造法を応用して一族を作り上げたことが後に判明する。
- 全体のモチーフは、過去の恐竜型戦隊ロボや動物型戦隊ロボ、動物型ロボの合体した人型戦隊ロボが多く見られる。企画書には「爆竜の軍団」と記されていた[35]。

創造王リュウオーン
声・人間体 - 森田順平、スーツアクター - 日下秀昭、岡元次郎
ジャリュウ一族の長。他のジャリュウからは「陛下」と呼ばれているが、プレシャスを手に入れるためなら手段を選ばず、部下を平然と捨て石にする冷酷な性格。
戦闘時には主に二振りの剣を使用し、額部や手腕部から光線を撃つこともできる。手にしている拳銃は単なる武器としてだけでなく、生命エネルギーを注入し邪悪竜を巨大化させることもできる。
ガジャとは協力関係になることが多いが、裏切られたり先を越されたりすることも多く、不信感を抱いている。
元々は人間で、200年ほど前まではレムリア文明を探求していた冒険者であったが、財宝に目が眩んだ仲間により裏切られ無人島に置き去りにされる。このことがきっかけで人類を憎み、滅ぼそうと決意。自身が集めたレムリア文明の碑文を解析する過程で、レムリアの秘宝である幻獣の製造方法とプレシャスである「レムリアの兜」を発見し、その技術を利用して竜への憧れと人間への恨みから自らの体を改造し、現在の姿になる。以後、技術の流出を防ぐためか、レムリア関係の各遺跡を財宝・情報回収後に破壊したため、レムリア文明解明の妨げとなっている。兜と自らの肉体を完全に融合させているため、肉体の85%が損壊しても、秘技・邪竜転生によって時間を置けば完全に復活することが可能。
終盤、長きに渡っての遺伝子操作とこれまで受け続けたダメージによって肉体に限界が近づいたため、プレシャス「闇の三ツ首竜」を手に入れようと企み、最強の邪悪竜であるダガーギンを作り出す。しかし、同じくそのプレシャスを狙っていた闇のヤイバに奪われてしまい、さらにはダガーギンもボウケンジャーに敗れたことで完全に敗北。その後は加速度的に弱っていき、ジャリュウでさえまともに作れない状態となってしまう。
力を求め、プレシャス「パンドラの函」を開けるのに必要な「パンドラの鍵」に手をだそうとするが、三つものゴードムエンジンを体内に埋め込んで強大な力を会得したガジャに奪われてしまう。ガジャの覚悟を見たリュウオーンは剣で身体を貫き、自害。その後に残された兜はプレシャスバンクに運び込まれる。しかし、これはプレシャスバンクに潜り込むためのリュウオーンの作戦であり、運び込まれた直後、秘技・邪竜転生により兜に残されていた細胞から復活。だが、リュウオーンの不審な行動に疑問を抱き、プレシャスバンクに残っていた明石との一騎討ちの果てに敗北し、力を使い果たして元の人間の姿に戻ってしまう。最後は、緊急措置として爆破が決定したプレシャスバンクに眠る「レムリアの卵」を使って幻獣そのものになろうとするも、明石に妨害され、プレシャスバンクと運命を共にする。
2011年放送の『海賊戦隊ゴーカイジャー』第21話にも登場。
- モチーフは『恐竜戦隊ジュウレンジャー』の大獣神。全体的には昔の冒険者というイメージでデザインされている。当初は戦士の面を強調していたが、横暴なリーダーや科学者というイメージにシフトしていき、最終的に海賊のような姿となった。

竜人兵ジャリュウ
声 - 西脇保
リュウオーンが自らの血から造り出したジャリュウ一族の民にして戦闘兵。リュウオーン製幻獣においてベースとなる存在であり、邪悪竜・大邪竜はこのジャリュウから再度改良して作られる（方法は様々）。
言葉をしゃべるなど知能が高く、兵器の操縦や大邪竜の製造なども行う。武器は赤い剣。体から大量の毒トカゲを生み出すこともできる。
リュウオーン亡き後も2体の残党が活動している。
『海賊戦隊ゴーカイジャー』第21話にも登場。
- モチーフは『恐竜戦隊ジュウレンジャー』のドラゴンシーザー。当初は従来のシリーズにおける上級戦闘員の扱いとなる予定であり、デザイン段階で巨大化することも想定されていたためボリュームのあるデザインとなっている。生物と無機物の融合を基本としているため、鎧と生身の区別をなるべくなくしている。

大邪竜
リュウオーンの遺伝子操作による身体能力の強化とサイボーグ手術で生み出された巨大な改造恐竜。操縦者の乗り込むコクピットが体内にある。リュウオーンによれば作るのに手間が掛かるらしい。空を飛ぶタイプの大邪竜も存在する。
邪悪竜
ジャリュウに凶悪な改造を施した最強進化形態で、多くのジャリュウに殺し合いをさせて勝ち残った1匹にリュウオーンが自らの力を分け与えることで進化する。進化して間もないころは背骨が弱点で、半日ほどで完全な皮膚となる。
百年以上前に書かれた「ドラゴンを生み出す方法」という手記には前述の作り方と弱点だけでなく、さらに強大な大邪悪竜の作り方まで記されている。手記はリュウオーンに奪取・焼却処分されたため詳細な内容と執筆者は謎のままであったが、後にリュウオーン自身が執筆者であることが判明する。リュウオーンによれば大邪竜同様、作るのに手間が掛かるとされる。
体型はジャリュウのように同一ではなく千差万別であり、巨大化の方法も様々である。
この他、大邪竜にクエスターマシンのテクノロジーを融合させた巨大サイボーグ・邪機竜も戦力として使う。

### ダークシャドウ
Task.3から登場。「影の衆」といわれる忍者の子孫たちであり、現代科学を凌駕する忍術を使う。アジトは和風の邸宅。他の3組織と異なり、構成員の出自についての描写が少なく謎が多い。また、組織としての行動理念・目標は、他の3組織のような現代人類の支配や根絶ではなく、あくまでも商取引による経済的利益であり、プレシャスの獲得目的もプレシャスそのものやその力により生み出される何かを商取引の材料とするためであるため、人類を滅亡させる、支配するという邪悪な意図は持っていない。ネガティブ以外の組織と取引する時は「DSカンパニー」を名乗る。戦闘員的存在も見当たらず、人手が必要な時はゴードムからカースを借りている。また、劇場版では「再生ツクモガミ軍団」というツクモガミを復活させて、戦闘員代わりにしていた。組織のシンボルカラーは青。
当初は株式会社として経営をしているという設定があり、ヤイバやシズカの衣装やDSカンパニーの名はその名残である。
- 幹部のモチーフは、いずれも『忍者戦隊カクレンジャー』の三神将。全体のモチーフは忍者系戦隊ロボを中心に、他は中型ロボ・小型ロボ・母艦ロボで構成されている。企画書には「忍風の軍団」と記されていた[35]。

幻のゲッコウ
声 - 銀河万丈
年老いたフクロウの姿をしたダークシャドウの首魁で、DSカンパニーの社長。その小さな体躯からは想像もつかないほどの強大な忍術を操り、幻覚や幻惑を応用した忍法を得意とするほか、無数の式神（呪符）によりツクモガミを作り出したりその巨大化を担当する。
一人称は「儂」で、当初は菜月に鷲と間違われた。焼き鳥が苦手。 普段はダークシャドウの本拠地から動かないため、終盤まで一度もボウケンジャーの前に姿を現していない。
数百年前までは影の衆最強の伝説の忍者・ゲッコウであったが、突如仙人峡に現れて影の衆の里を襲った怪鳥魔鳥を封印すべく肉体と魔力を分離して、肉体を月の暦を利用する秘術で自らと融合させ、魔力を宝玉に封印していたため、現在の姿になったという過去を持つ。
終盤でヤイバの裏切りに遭い、12年に一度の三体月の夜にゲッコウの肉体と意思を乗っ取って、魔鳥そのものとして復活するが、魔鳥御神体の魔宝玉の封印とダイボイジャーの攻撃により梟の姿に戻った後、シズカにより救出される。最終決戦では、変身できずとも一人でカースたちに立ち向かおうとした蒼太を助けている。
その後は風のシズカとともに海外に活動の拠点を移し、プレシャスを手に入れてダークシャドウを復興させようとしている。
2012年公開の劇場作品『海賊戦隊ゴーカイジャーVS宇宙刑事ギャバン THE MOVIE』にも登場。
- モチーフは『忍者戦隊カクレンジャー』のツバサマル。威厳のある雰囲気を出すためフクロウの姿でデザインされた。

使用影忍法
- ツクモガミ変化の術：ツクモガミを生み出す。
- オオガミの術：ツクモガミを巨大化させる。
- どろろん：敵の目を惑わせた刹那にシズカたちを帰還させる。
- おぼろ影：蜃気楼を利用して、その場から姿を消す。
- うつしみの術：光の屈折を利用した分身の術。
- 再生の術：劇場版で使用。ボウケンジャーに倒されたツクモガミを復活させた。ただし以前と完全に同じ個体というわけではないようである。

魔鳥（）
Task.44に登場。
数百年前に仙人峡の影の衆の里を襲った怪物。幻のゲッコウにより封印されていたが、裏切ったヤイバによって現代に蘇った。
天変地異のような豪雨と雷を巻き起こし、口から火球を放つ。世界を滅びつくすまで暴れ続けるという凶暴な性格。
- モチーフは『鳥人戦隊ジェットマン』のジェットガルーダ。ゲッコウを着ぐるみ体型にして、みみずく土偶を参考にそれ以外の装飾を入れている。

闇のヤイバ
声 - 黒田崇矢、スーツアクター - 日下秀昭、岡元次郎
ダークシャドウの戦闘頭で、DSカンパニーの部長。
常に青い鎧が進化したプロテクターを纏い、背中に2本の忍者刀を備えている。忍者刀は組み合わせることで薙刀としても使える。倒した相手に対しては、冥土の土産に兜のプロテクターを展開させ、鬼のような素顔を晒す。忍者武具の他、多彩な術も使い、特に暗闇による錯覚効果を利用する忍術を得意とする。
真墨が属していたトレジャーグループを壊滅させたのも彼であり、幼い真墨に闇の力の素質を感じて見逃し、成長した真墨とは幾度となく戦いを繰り広げる。実は闇の力で世界を支配することが最終的な目的であり、ダークシャドウに身を置いていたのもそのための手段にすぎない。
終盤にて本性を表し、魔鳥の封印を解いてダークシャドウを離脱し、抜け忍を始末しに来た風のシズカも容易く退ける。その後、プレシャス「闇の三ツ首竜」を巡ってボウケンジャーとジャリュウ一族が奪い合いをしていたところを隙を見て奪い逃走する。しかし、闇の三ツ首竜が自分ではなく真墨を選んだことから、常々感じていた「真墨の中の闇」を確信。そして、真墨を自分のパートナーに引きずりこみ闇の三ツ首竜の力で世界を闇の世界に変えようと企む。
一時は真墨をパートナーに引きずり込み、闇の三ツ首竜によりその胴体である闇のエネルギーの塊を地球に引き寄せさせることに成功するが、彼が自分の中にある光の力に目覚めたことでそれを拒否。一騎討ちとなり、最後はハンマーダイナマイトを受け、絶命。闇のエネルギーもアルティメットダイボウケンのアルティメットブラスター最大出力で消滅する。
『仮面ライダー×スーパー戦隊 スーパーヒーロー大戦』では大ザンギャックの怪人として登場し、最終決戦では仮面ライダーカブトと交戦した。
- モチーフは『忍者戦隊カクレンジャー』の無敵将軍で、頭の折鶴や胸のマークはそのまま引用している。初期設定では、当初の設定案が会社を経営していることから、ギャグ担当を想像していた。また、コスチュームの胸部にサラリーマンのスーツをアレンジしていることとサラリーマンの象徴として胸元に付けているネクタイ風の手裏剣は初期設定の名残である。

使用影忍法
- 千羽鶴・闇吹雪の術：鋼鉄化させた無数の折り鶴の吹雪を敵に放つ。
- 闇の舞：一瞬にして姿をくらませる。
- 爆散符：貼りつけたお札を時限爆弾のように爆発させる。
- 闇一閃：呪陣を描いて敵を切り裂く。
- 闇分身の術：暗闇の中の薄明りを利用した分身の術。

風のシズカ
演 - 山崎真実
ダークシャドウの3番手くノ一で、DSカンパニーの課長。変装や変わり身の術を得意とし、表社会の組織との取引にも赴く。武器は2本のクナイ。
口調が軽く失敗も多いが忍者としての実力は高く、風や気流を利用する忍法を得意とするほか、1人でもボウケンジャーと互角に渡り合う戦闘力を持つ。一方で炊事やゴミ捨てといった雑務もこなし、寝る時はパジャマを着るなど、普通の女性らしい側面を持つ。しかし本性は狡猾であり、その部分が表に出ると口調がドスの利いたものに変わる。また、失敗ばかりしていることの自覚から、1人でボウケンジャーに戦いを挑んだこともあり、その際にはゲッコウから「忍者としての自覚が出てきた」と評価を受ける。
蒼太からは初対面時から「シズカちゃん」と呼ばれかなりナンパされており、『獣拳戦隊ゲキレンジャーVSボウケンジャー』では「お嫁さん候補」にまで入れられている。蒼太とは何度か対決し、ライバル心を抱くようになり、デスペラートの件で自棄気味になっていた蒼太を激励したこともある。
彼女もゲッコウ同様、物語が終わっても生き残り、2番手に昇進してゲッコウから未来のダークシャドウを担うべく、直々に鍛えられているようである。
Task.38では1度だけ、プレシャスである「虹の反物」を纏うことにより強化形態である最強のスーパーくノ一戦士風のスーパーシズカとしてスーパー変化したこともある。また、七変化も披露した。
『海賊戦隊ゴーカイジャーVS宇宙刑事ギャバン THE MOVIE』にも登場。
- ジャケットの装飾や頭部のシルエットのモチーフは『忍者戦隊カクレンジャー』の隠大将軍。コスチュームはOLの制服を取り入れてアレンジしたもので、全ての外装を取り払うことでOLの制服のようになるという狙いだった。ヘルメットは『秘密戦隊ゴレンジャー』でペギー松山が使用しているヘルメットを意識している。

使用影忍法
- あやかしの術：気流の乱れで敵を翻弄する。
- 火炎の術：追い風を利用して火炎を放つ。
- 落第の術：突風で邪魔者を排除する。

風のスーパーシズカ
Task.38に登場。
プレシャス虹の反物によってシズカが最強のスーパーくノ一戦士としてスーパー変化した姿。能力が普段の数十倍に強化されており、ボウケンジャーをも圧倒する力を持つ。
スーパー最強巨大くノ一へと巨大化するが、反物の破れた箇所が弱点となっており、猫が変身した少女・未夢によってそれを見抜かれ、ボウケンブルーのサバイブレードに敗れる。
- モチーフは『忍者戦隊カクレンジャー』のスーパー隠大将軍。当初は『特捜戦隊デカレンジャー』のデカレンジャーロボをモチーフとしてデザインが進められていたが、監督の竹本昇の要望により変更された。シズカのコスチュームを鎧のように置き換えたもので、翼のモチーフなどを盛り込み、一部にデカレンジャーロボの意匠を残している。

ツクモガミ
ダークシャドウの作戦を遂行する中忍クラスの怪人たち。
任務用途に応じ、長い年月を経た器物に宿ると言われる「命」を忍術の力で実体化させた存在で、「古い物」と「新しい物」を融合させて作られる。
人語を話し、道具に関連づいた様々な術を使う。ただし、3つ以上の物で作ると戦力としては期待できないものになることが多い。

### クエスター
Task.19（改造前のアシュとしてはTask.17）から登場。ボウケンジャーに倒されたアシュがガジャにゴードムエンジンを埋め込まれ、「クエスター」（探索者の意）として蘇生した姿。人類を滅ぼすというアシュとしての目的をそのまま引き継いでいる。体は機械的なデザインの黒い装甲に覆われ、戦闘力だけでなく知能も大幅に向上しており、巨大ロボットや様々なメカを作ってプレシャスを狙う。パラレルエンジンの力を奪う波動を放つ。構成員は2名のみだが、個々の戦闘力は4つのネガティブ中で最強クラス。弱点があるとすれば、戦略面による各組織のような得意技術のなさと配下不足による大規模作戦の実行が不可な点。クエスターのシンボルカラーは黒。
2人とも『仮面ライダー×スーパー戦隊 スーパーヒーロー大戦』では大ザンギャックの大幹部、『仮面ライダー×スーパー戦隊×宇宙刑事 スーパーヒーロー大戦Z』では宇宙犯罪組織マドーの怪人として登場。 
- ガイとレイのモチーフはどちらも『五星戦隊ダイレンジャー』のそれぞれのアシュ時のモチーフとなった気伝武人をベースとするロボ[45]。

クエスター・ガイ
声 - 三宅健太、スーツアクター - 清家利一
ガジャによってゴードムエンジンを体に埋め込まれ、強化再生されたアシュ。口調はいささか軽めだが性格は粗暴。高丘漢人を殺した張本人であり、映士にとっては父親の仇。
黒い体に緑色の模様を宿し、頭部の形状はライオンに近くなった。プレシャス探索の前線に立ち、ボウケンジャーと闘う役割を担うことが多く、ボウケンジャーからも一番戦いたくないと言われている。
短剣にもなる2丁拳銃状の武器・グレイブラスターを使用。類まれな闘争本能と複雑な武器を的確に使いこなす戦闘センスはクエスターになっても健在で、クエスターロボも自らの手足のごとく操縦する。
終盤、他のネガティブを利用することで材料を揃え、「メルクリウスの器」で作り出したホムンクルスによって世界を支配しようと企む。一度はボウケンジャーを敗北させるが、ホムンクルスはボイジャーダイボウケンのスーパーライディングアドベンチャードライブによって撃破される。そして映士との一騎討ちの末、サガスナイパーによる一刀を受け絶命する。彼の死後、映士によって墓が作られ、グレイブラスターが供えられている。
- モチーフは『五星戦隊ダイレンジャー』の大連王。

ガイ
百鬼界への追放を免れていたアシュの一人。怒りの鬼神の異名を持つ。再びアシュの時代をもたらすべく、仲間たちが封じられた百鬼界へ通じるプレシャス「百鬼鏡」を探していた。体色は緑。
闘魂（）という魂を持ち、武器を創造するセンスに優れ、初顔合わせながら闇のヤイバをも圧倒する戦闘力を見せ付けた。固有武器はバズーカだが、肉弾戦が主体である。剛強な肉体と類まれなる闘争本能を誇り、その残虐性と飽くなき闘争本能とともにあらゆる武器を的確に使いこなす。
遂に発見した百鬼鏡を手に入れるべく、ヒョウガと共にボウケンジャーとダークシャドウの争いに乱入し、双方を圧倒。映士の妨害を振り切り、百鬼鏡の強奪に成功する。そして、攫った菜月を生贄にして、百鬼鏡から仲間を解放しようとする。結果、レイを解放させたが、映士が鏡をたたき割ったことで次元の扉が閉じてしまい、ボウケンジャーとの戦いによってヒョウガを失う。
その場はレイと共に逃走したが、のちにアシュを倒すために作られたプレシャス「兵の弓」を入手し、ボウケンジャーへの復讐を謀る。レイの術で、自身を明石の昔の仲間である柾木の姿を模させ、罠を仕掛けようとするが、映士の助けもあり、彼が自力で術を解いたため、ボウケンジャーや映士との戦闘になる。
最終的に映士の錫杖による攻撃で致命傷を受け、肉体を捨てて巨大化。アルティメットダイボウケンをも苦しめるが、アルティメットブラスターによる攻撃を受けてレイもろとも敗れる。その魂も映士により魂滅されたが、ガジャによってゴードムエンジンを体にうめ込まれ、クエスターとして強化再生される。それ以降の動向はクエスター・ガイの紹介を参照。
- 名前の由来は1020を表す数の単位・垓。モチーフは、『五星戦隊ダイレンジャー』の気伝武人龍星王。唐獅子の要素を強めている。

クエスター・レイ
声 - 鈴木千尋、スーツアクター - 大林勝
ガイとともにガジャによってゴードムエンジンを体に埋め込まれ、強化再生されたアシュ。冷静で理知的な性格だが、人間を見下し憎悪している点ではガイと共通している。
黒い体に黄色の模様を宿し、頭部の形状はより虎に近いものになったが、アシュの時に見られた腹部の顔と爪は見当たらない。役割分担として主にメカニックを担当している。
長剣またはショットガンとして使える武器・グレイボンバーを使用。ズバーンですら破壊できなかったほどの強力な結界を張る、菜月を催眠術で操ったり、紅蓮の炎を発生させたり、記憶を攻撃して精神的に追い詰めるなどのアシュとしての超能力も引き継がれている。同じくクエスターとなったガイとは良きパートナーとして信頼関係を築く。
終盤、ガイと共に他のネガティブを利用し、ホムンクルスを作り出すが、ボイジャーダイボウケンのスーパーライディングアドベンチャードライブによって撃破。最後は、ボウケンジャーの初期メンバーと戦いデュアルクラッシャーの一撃を受け絶命する。彼の死後、映士によって墓が作られ、グレイボンバーが供えられている。
- モチーフは『五星戦隊ダイレンジャー』の牙大王。ガイとは肩パーツの向きが変わっている。

レイ
ガイとヒョウガによって、唯一百鬼鏡により百鬼界から解放されたアシュ。大いなる獣の異名を持つ。悪魔伝説の元になったと言われるほどの強者。腹部に獣の顔、腕には短い爪が付いている。
術魂（）という魂を持ち、口から吐く毒霧で人間に幻覚を見せることができるなどの特殊能力を持つ。
解放後、ガイと共にボウケンジャーへの復讐を謀り、明石に罠を仕掛けようとするが、自力で術を解かれたため、ボウケンジャーと映士との戦闘になる。
最終的に奪い返された兵の弓による攻撃で致命傷を受け、肉体を捨てて巨大化するが、ガイもろとも敗れる。その魂も映士により魂滅されたが、ガジャによってゴードムエンジンを体にうめ込まれ、クエスターとして強化再生される。それ以降の動向はクエスター・レイの紹介を参照。
- 名前の由来は数字の0。モチーフは『五星戦隊ダイレンジャー』の気伝武人ウォンタイガー。

クエスターロボ
ガイとレイが操縦するゴードムエンジン搭載の巨大戦闘ロボ。第1号はガジャが作った巨神ガガドムを強奪したものだが、第2号以降は自分たちでガガドムの原理を元に、独自に開発している。開発や整備に関してはメカニック担当のレイが行う。
人間に対抗する上で人間の現用兵器を参考に開発するという考えから、戦車や戦闘機などの軍事兵器をモチーフにしている。他のネガティブの巨大戦力（大邪竜・巨大化邪悪竜、巨大化ツクモガミ）に比べ圧倒的なパワーやスピードを誇り、アルティメットダイボウケンやダイボイジャーとも互角以上に戦う。将（）以降の機体は最初からプレシャスを装備することを前提に設計・開発されており、装備するのに最適な性能が与えられている。
- 全体のモチーフは80年代の戦隊シリーズの主役ロボ。デザインテーマはミリタリー。着ぐるみは各々の上半身のみをベースとなる素体に装着している。

この他、移動用基地として開発されたクエスタージェット奪（）や、それに変形合体した人工生命体ホムンクルスなども戦力として使う。

## アシュ
ここではガイとレイを除いた純血種のアシュについて述べる。高丘映士（混血）については別項を参照。
プレシャス確保を目的としないなどネガティブシンジケートとは活動理念が違うため、厳密な意味としてもネガティブではない。

ヒョウガ
声 - 浜田賢二
Task.17に登場。ガイとともに百鬼界への追放を免れていたアシュ。ガイを尊敬し、彼と仲間のために尽力する。体色は黒。
雷魂（）という魂を持ち、自在に電撃を発することができる。
デュアルクラッシャーからガイとレイを庇ったことで致命傷を受け、自らの肉体を棄てて巨大な魂となる。スーパーダイボウケンを圧倒するがアルティメットダイボウケンには敵わず敗北。その魂も映士に魂滅され完全に消滅した。 
- モチーフは『五星戦隊ダイレンジャー』の超気伝武人ダイムゲン。メインモチーフはヒョウ。亀の甲羅を鎧として着込ませているが、胸や肩を露出させることで、ヒョウのようにしている。

ケイ
演 - 東山麻美
映士の母で、オウガとともに育った。アシュでは珍しく人間の姿をしており、争いを好まない。漢人と結婚し映士を産むが、人間との混血は大罪であるため彼女の魂は百鬼界にも行けず次元の間で彷徨う。直接会うことはできなくとも、鏡の中や次元の狭間といった現実空間とは違う世界では会うことができ、息子を見守り続けている。
- 名前の由来は1016を表す数の単位・京。

オウガ
声 - 矢尾一樹
Task.40、42に登場。西のアシュの一族の生き残りを束ねる長。体色は銀。ケイとは幼馴染で、ガイやレイとも顔なじみ。
武器は巨大な斧。喰魂（）という魂を持ち、敵の攻撃を喰らって戦闘に転用したり傷を癒すために植物の生命力を吸収したり、相手の姿を盗んで虚像として戦わせる（「百鬼陽炎映し」）ことができる。
百鬼界への追放は逃れたものの映士の先祖により崖に封印されて数十年間身動きの取れない状態だったが、偶然封印された場所を通りかかったレイが復活させた。ケイへの執着から映士の命を狙う。
駆けつけたボウケンジャーと戦闘になり、映士にケイが苦しんでいることを告げる。そこで邪魔をするボウケンジャーに百鬼陽炎映しを使い、映士と一騎討ちをするが、古傷が痛みその場は退散。その後、映士と明石に発見され、再び戦闘。映士との一騎討ちの末、敗北する。
直後、肉体を棄てることで巨大化。交戦したズバーンを圧倒するもダイタンケンの攻撃の前に敗れ去る。その魂も映士に魂滅されるが、死に際に百鬼次元封鎖を映士にかけ、石化させる。
映士の心の世界でケイに化け、再度登場。最初はうまく映士を騙していたものの、去ろうとする映士に再び襲い掛かる。だが、ケイの魂が錫杖を託したため形勢を逆転され再度敗北。ケイの名を叫びながら消滅する。
- モチーフは『百獣戦隊ガオレンジャー』のガオハンター イビル。イヌ科のオオカミをモチーフとすることでガイらと差別化している。全体的には北欧をイメージしており、バイキング風の意匠をちりばめている。

## 高丘流（監視者）
百鬼界へと追放しそこねたアシュを監視および封印・追放するために存在する監視者の一族。自ら「高丘流」、「アシュの監視者」と称する。劇中には高丘流以外は登場していない。
日本における陰陽道に精通しており、それに準じた結界や札などの術でアシュを追い詰め、魂滅という技でアシュの魂を消滅させることができる。高丘流の術はアシュの使う術と類似しており、アシュの結界や幻術を無効にできる。
高丘 漢人（）
演 - 渡洋史
映士の父でケイの夫。映士とともにアシュを追い求め旅をしていたが、ガイにより自らの出自を知らされた映士が暴走。それを止めるために隙を見せてしまい、そこを突かれガイに致命傷を負わされる。そして、死に際に映士にアシュではあったがケイを愛していたことを伝え、映士にアシュの血を押さえ込む錫杖を託し、息を引き取った。